# Monaco Info
Mónaco Info es un canal de televisión de Información Nacional del Principado de Mónaco.

## Historia
Mónaco a la Una fue creada en 1995 en la red de cable y por el cable MC, Mónaco Info fue un nombre adoptado en 2003.
Este canal se convirtió en un medio de comunicación difusión local, que compensa la falta de información relativa al Principado como resultado de la adquisición de TMC por el Grupo Canal + en 1993 , lo que convirtió a ese canal monagasco en un canal temático francés. De hecho, TMC emitió solo un noticiario en la tarde (cuya duración fue de 10 a 30 minutos en 1992) realizados desde Mónaco y presentando las noticias en el Principado, en Provenza y la Costa Azul. En septiembre de 1993, Monte Carlo TMC confió sus noticieros  de diez minutos a EuroNews que se basa en la información más internacional y francesa en detrimento de la información local. 

## Situación
Como órgano de comunicación oficial, Mónaco Información está controlado por el Centro de Prensa del Principado de Mónaco , que está adscrito al ministro de Estado (primer ministro) Roger Michel. Su función es difundir información sobre la actividad del gobierno en el Principado de Mónaco (el príncipe Alberto II, Palacio de Gobierno del príncipe  y el Parlamento) y los acontecimientos económicos, deportivos y culturales que se suceden en Mónaco (Día Nacional, el Gran Premio de Fórmula 1, Rally, el Torneo Internacional de Tenis de Monte Carlo, Mare Nostrum, Salon Imagina, Festival Internacional de Televisión ). Esta información también es objeto de una retrospectiva titulada Monacoscope semanal y se emite todos los sábados por TMC Monte Carlo.
Mónaco Info es un Canal público de radiodifusión financiado al 100% por el presupuesto estatal y se transmite por cable y en la web a todo Mónaco.

## Programas
Los programas, basados en la información política, económica, cultural y deportiva están abiertos a todos los residentes de Mónaco en sus respectivos idiomas:
- Journal d'information: Noticias de difusión diaria todas las noches a las 19 horas y multi-Se que emite cada hora;
- Telegiornale : Noticiero en italiano con información de la semana;
- Headlines :  En portada, Noticiero en Inglés con información de la semana;
- Top Themen : Noticiero en alemán que contiene la información de la semana, se difunde seis veces a la semana desde el 1 de febrero de 2006 y ejecutado en colaboración con Riviera Côte d'Azur difunde noticiero Zeitung de Alemania sólo para el sur de Francia y Mónaco ;
- MC sport : MC Deportes: revista de deportes.

Los Acontecimientos importantes en Mónaco están sujetos a una cobertura en directo. 